# Капорали, Энрико
Энрико Капорали (итал. Enrico Caporali; 1838, Комо — февраль 1918, Тоди, Умбрия) — итальянский философ.

## Биография
Родился в Комо в семье чиновника и австрийской баронессы. Начальное образование получил в Комо.
В 1859 году окончил юридический факультет Падуанского университета. Изучал историю и географию в Болонском университете. Изучал также математику, экономику и естественные науки. 
В 1865 году после смерти отца переехал в Бассано-дель-Граппа и стал руководителем местного общества прогрессивистов. В 1868 году опубликовал первую работу, посвящённую налоговой системе Италии. 
Позднее переехал в Милан. В 1873 году опубликовал работу «Geografia enciclopedica». 
Сблизился с движением методистов. В 1875 году в Милане рукоположен в сан евангелиста. В марте 1879 года в Терни рукоположен в сан дьякона.
Опубликовал несколько статей о движении Реформации в периодическом издании Методистской епископальной церкви Италии «La Fiaccola». Являлся критиком кальвинизма. Поддерживал арминианство.
С 1876 года работал в Перудже. С 1881 года являлся пастырем в Тоди. В 1883 году в Тоди основал философский журнал «Nuova Scienza», который редактировался исключительно им самим. Журнал издавался по 1896 год.
Позднее отдалился от движения методистов. В апреле 1890 года вышел из Методистской епископальной церкви.
С 1905 года изучал учение Пифагора.
В 1912 году стал вице-президентом Почётного комитета Итальянской ассоциации свободных верующих. Издавался в журнале «La Riforma Italiana», основанном данной ассоциацией. 
В 1913 году принял участие в VI Международном конгрессе прогрессивного христианства и свободных верующих в Париже.
Идеей Капорали является путем синтеза всех наук объединение позитивизма и идеализма.
Философская система Капорали определяется как обновленная выводами науки смесь пифагорейства с спинозизмом.

## Работы
- «La Questione sociale del sistema tributano in Italia» (1868, Новая наука, Рим-Тоди 1882-96, т. 6)
- «Geografia enciclopedica rispondente al bisogno degl'italiani ordinata alfabeticamente» («Энциклопедическая география, отвечающая потребностям итальянцев, организованная в алфавитном порядке») (Politti, Милан, 1873)
- «Epitome di Filosofia italica della nuova scienza. Vademecum delle persone colte che vogliono diventare filosoficamente italiane» («Краткое изложение италийской философии новой науки. Vademecum для культурных людей, желающих стать философски итальянцами») (Tip. dell'Umbria, Spoleto, 1911)
- «La Sapienza Italica» («Итальянская мудрость»), в трёх томах, включая «La natura secondo Pitagora» («Природа по Пифагору») (Атанор, Тоди, 1914), «L'uomo secondo Pitagora» «Человек по Пифагору» (Атанор, Тоди, 1915), «Il pitagorismo confrontato con le altre scuole» «Пифагореизм в сравнении с другими школами» (Атанор, Тоди, 1916)
- «La Chiara religione degli anticlericali italiani con la nebbiosa tedesca di Romolo Murri (della pubblica opinione moderatore)» «Ясная религия итальянских антиклерикалов с туманным немецким языком Ромоло Мурри (модератора общественного мнения)»,  (Tuderte, Тоди 1916).